# Tandonia ehrmanni
Tandonia ehrmanni is een slakkensoort uit de familie van de Milacidae. De wetenschappelijke naam van de soort werd voor het eerst geldig gepubliceerd in 1910 door Simroth.